# Гадаг-Бетигери
Гадаг-Бетигери (англ. Gadag-Betigeri) — город в индийском штате Карнатака. Административный центр округа Гадаг. Средняя высота над уровнем моря — 662 метра. По данным всеиндийской переписи 2001 года, в городе проживало 154 849 человек, из которых мужчины составляли 51 %, женщины — соответственно 49 %. Уровень грамотности взрослого населения составлял 71 % (при общеиндийском показателе 59,5 %). Уровень грамотности среди мужчин составлял 79 %, среди женщин — 64 %. 12 % населения было моложе 6 лет.